# إدوارد مارشال بوهم
إدوارد مارشال بوهم (بالإنجليزية: Edward Marshall Boehm)‏ هو رسام أمريكي، ولد في 1913 في بالتيمور في الولايات المتحدة، وتوفي في 29 يناير 1969 في ترنتون في الولايات المتحدة بسبب مرض.

## وصلات خارجية
- إدوارد مارشال بوهم على موقع الموسوعة البريطانية (الإنجليزية)